# Gaslighter (canción)
«Gaslighter» es una canción de la banda estadounidense de música country Dixie Chicks para su próximo octavo álbum de estudio del mismo nombre. La canción fue escrita y producida por el grupo y Jack Antonoff.

## Composición
a canción ha sido descrita como un himno "potenciador", "ardiente", y "mordaz".

## Recepción crítica
Pitchfork otorgó a «Gaslighter» su distinción de "Mejor nueva pista", con Sam Sodomsky escribiendo que "fusiona el optimismo a cielo abierto de sus primeros discos con el más potente power-pop de Taking the Long Way.

## Vídeo musical
El video musical de la canción fue dirigido por Seanne Farmer, y ha sido descrito como «un retroceso a la propaganda política de la vieja escuela».

## Posicionamiento en listas
| Listas (2020)                           | Mejor posición |
| --------------------------------------- | -------------- |
| Australia Country (ARIA)                | 7              |
| Canadá (Canadian Hot 100)               | 69             |
| Canadá Country (Billboard)              | 31             |
| Escocia (Official Charts Company)       | 38             |
| Estados Unidos (Bubbling Under Hot 100) | 7              |
| Estados Unidos (Country Airplay)        | 36             |
| Estados Unidos (Hot Country Songs)      | 20             |
| Nueva Zelanda Hot Singles (RMNZ)        | 23             |
| Reino Unido Download (UK Singles Chart) | 68             |